# José Fabio Melgar Valdivieso
José Fabio Melgar Valdivieso, (Arequipa, 26 de febrero de 1802 – Lima, ?) abogado, diplomático y político peruano. Fue cuatro veces ministro de Relaciones Exteriores (1844 [interino]; 1857-1858; 1859; 1859-1861); tres veces ministro de Hacienda y Comercio (1849-1851; 1855-1856; 1862) y una vez ministro de Justicia, Instrucción y Beneficencia (1859-1860) y de Gobierno, Culto y Obras Públicas (1860).

## Biografía
Fue hijo de Juan de Dios Melgar Sanabria y Andrea Valdivieso, y hermano del célebre poeta Mariano Melgar, héroe de la guerra de la Independencia que fuera fusilado en 1815 por los realistas. Cursó estudios en su ciudad natal y luego pasó a Lima, donde se recibió de abogado en 1834.
Ingresó al servicio de la administración pública, como oficial segundo del Ministerio de Hacienda, ascendiendo hasta oficial mayor. Se destacó por su honestidad y eficiencia. Eventualmente sirvió en el ministerio de Relaciones Exteriores como oficial mayor, encargándose interinamente de dicho despacho por unos días en agosto de 1844, ante la falta de titular.
Durante el primer gobierno de Ramón Castilla asumió accidentalmente la cartera de Hacienda de agosto a diciembre de 1846, para luego encargarse de ella durante un período más amplio, de julio de 1849 a abril de 1851.
Durante el gobierno del general José Rufino Echenique fue propuesto por el general Manuel de Mendiburu para ser ministro de Hacienda, pero a ello se opuso el general Juan Crisóstomo Torrico, hombre fuerte del régimen, a quien no le convenía tal designación por hallarse interesado en lucrar con los beneficios de la consolidación de la deuda interna.
En el segundo gobierno de Ramón Castilla nuevamente asumió como ministro de Hacienda (1855-1856); y luego como ministro de Relaciones Exteriores (1857-1858 y 1859). Se encargó simultáneamente del Ministerio de Guerra y Marina cuando su titular, el general Miguel de San Román, debió salir de la capital para combatir la revolución de Arequipa. Y cuando se organizó el Consejo de Ministros obedeciendo a lo dispuesto en la Constitución de 1856, asumió la cartera de Justicia, Instrucción y Beneficencia (1859-1860), y brevemente, la de Gobierno, Culto y Obras Públicas (1860). En algún momento asumió también la presidencia interina del Consejo de Ministros.
Luego volvió a encabezar el Ministerio de Relaciones Exteriores, de junio de 1860 a noviembre de 1861, reemplazando a su sobrino Miguel del Carpio y Melgar. Al frente de la Cancillería peruana defendió los intereses del Perú ante Ecuador y Bolivia; y dirigió dos circulares a los gobiernos de América (14 y 20 de noviembre de 1861), protestando con energía contra la intromisión de las potencias europeas en la República Dominicana, Ecuador y México.
Ya finalizando el gobierno de Castilla, fue nuevamente designado ministro de Hacienda, cargo que desempeñó de mayo a junio de 1862.
Entre los diversos cargos públicos que posteriormente ejerció, figura el de presidente del Tribunal Mayor de Cuentas, y el de miembro de la Comisión Consultiva de Administración en el Ministerio de Gobierno (1873).
Retirado de la vida pública, se dedicó a recrear la leyenda de su hermano, el poeta Mariano Melgar, recopilando tradiciones y recuerdos, con los que trazó una biografía, que Francisco García Calderón Landa incorporó en la primera compilación de las poesías del célebre vate arequipeño (1878), que luego fue reproducido por Manuel Rafael Valdivia en la Lira arequipeña (1889).
Se ignora la fecha de su fallecimiento, que debió ser posterior a la guerra del Pacífico.